# Ortodoxní synagoga (Makó)
Ortodoxní synagoga v Makó je budova postavená roku 1895 v romantickém stylu. Po roce 1868 se místní židovská obec rozdělila na dvě frakce a ortodoxní si postavila vlastní synagogu. Stojí na Vorhand Mózes rabbi tér 3. Jméno architekta není známo. Její půdorys má rozměry 9,30x20 metrů. Stavba probíhala ve dvou etapách; druhá proběhla po roce 1905 kdy se tu usadil větší počet ortodoxních Židů z Haliče a z Ruska. Po roce 1945 v celém městě zbyly jen 4 židovské rodiny a objekt chátral.
Je chráněnou kulturní památkou. Byla rozsáhle rekonstruována v roce 1999 až 2002.